# Gornji Poličnik
Gornji Poličnik est un village de la municipalité de Poličnik (Comitat de Zadar) en Croatie. Au recensement de 2011, le village comptait 140 habitants.